# Stefan Örnskog
Stefan Bror Karl Örnskog (Jönköping, 4 aprile 1969) è un ex hockeista su ghiaccio svedese.

## Palmarès

### Olimpiadi
- Oro a Lillehammer 1994.

### Mondiali
- Argento a Svezia 1995.
- Bronzo a Italia 1994.